# Гарсия I (король Леона)
Гарси́я I (исп. García I; около 871—19 января 914) — первый король Леона (910—914) из династии Перес. Старший сын короля Астурии Альфонса III Великого.

## Биография
До 909 года Гарсия был соправителем отца, однако в этом году был разоблачён заговор, составленный Гарсией и его тестем, кастильским графом Муньо Нуньесом, с целью свержения с престола Альфонса III. Гарсия был арестован и заключён в Госоне. В 910 году Муньо Нуньес организовал мятеж знати против короля Альфонса. На сторону мятежников перешли жена короля, Химена Памплонская, и его сыновья, Ордоньо и Фруэла. Чтобы избежать междоусобной войны, король Альфонс III отрёкся от престола, удалился в Самору, где в декабре этого года умер. После его смерти единое королевство Астурия было разделено: Гарсия получил королевство Леон, Ордоньо — Галисию, а Фруэла — собственно Астурию.

Пиренейский полуостров в 910 году.

Став королём Леона, Гарсия I продолжил политику своих предшественников по заселению территорий, пограничных с владениями мавров. В его правление были укреплены замки вдоль Дуэро, а в 912 году повторно заселены ранее разорённые маврами Роа, Осма, Клуния и Сан-Эстебан-де-Гормас. Восстановление пограничных городов значительно увеличило влияние местных графов, особенно графа Бургоса Гонсало Фернандеса.
В 911 году король Гарсия совершил успешный поход против мавров Толедо и Талаверы, в 912 году поход к Дуэро, в результате которого граница между королевством Леон и Кордовским эмиратом стала проходить вдоль этой реки.
В 913 году Гарсия во главе войска выступил против графа Лантарона и Сересо Гонсало Тельеса. Король Леона отнял у Гонсало Тельеса его владения и поставил здесь графом Фернандо Диаса. Испано-мусульманский историк Ибн Идари в своей хронике сообщает, что узнав об успехах в войнах с маврами своего союзника короля Наварры Санчо I Гарсеса, Гарсия I решил превзойти того славой и в этом же году выступил в поход на мусульман. Леонское войско вторглось в земли мавров и дошло до Риохи, где в кровопролитном сражении около реки Сидакос (Cidacos) разбило войско мусульман. Леонцы захватили Нахеру и Калаорру, а затем, согласно «Хронике Сампиро», осадили Арнедо. Однако, несмотря на то, что город уже готов был сдаться, из-за неожиданной и тяжёлой болезни короля Гарсии войско христиан было вынуждено снять осаду и возвратиться обратно в королевство Леон.
Король Гарсия I скончался 19 января 914 года в Саморе, сразу же после возвращения из похода. Он не оставил наследников и новым монархом королевства Леон, по приглашению леонской знати, стал младший брат Гарсии, король Галисии Ордоньо II.